# Elisheva Carlebach
Pour les articles homonymes, voir Carlebach.
Elisheva Carlebach épouse Jofen (née à New York, aux États-Unis) est une historienne américaine, professeur titulaire de la chaire  Salo Wittmayer Baron Professor of Jewish history, culture and society à l'université Columbia depuis 2008.

## Biographie
Elisheva Carlebach, est née en 1950 à New York. Elle descend de la famille rabbinique Carlebach. Son grand-père est le rabbin Joseph Carlebach, le dernier grand-rabbin de Hambourg. Elle est la fille aînée du  rabbin  Salomon (Shlomo) Peter Carlebach (né le 17 août 1925 à Hambourg) dit Shlomo Carlebach (un cousin du chanteur du même nom Shlomo Carlebach), mashgiach ruchani à la Yechiva Chaim Berlin de Brooklyn et l'auteur du commentaire sur le Pentateuque Maskil Lishlomo. Sa mère est Maud Katzenstein de Washington Heights à Manhattan.
Elle est mariée au rabbin Mordechai Jofen, rosh yeshiva de la yechiva de Novardok Beis Yosef à Brooklyn. Ce dernier est mort le vendredi 29 novembre 2024 et enterré samedi soir le 30 novembre 2024. Descendant d'une lignée rabbinique, il est l'arrière petit-fils du rabbin Yosef Yoizel Horowitz (le Vieux de Novardok (Alter de Novardok) (Navahrudak).
Leur fils, le rabbin Yaakov Jofen, décédé, était maggid shiur et leur gendre, le rabbin Yehuda Leib Nekritz, décédé, était mashgiach, à la yechiva de Novardok Beis Yosef à Brooklyn.
Leur fils, le rabbin Moshe Jofen est rosh yeshiva de la yechiva de Novardok Beis Yosef à Brooklyn
.

### Études
Elle obtient une licence du Brooklyn College et son Ph.D. en histoire de l'université Columbia en 1986.

### Enseignement
Elle est professeur d'histoire au Queens College, situé dans l'arrondissement du Queens à New York et au Graduate Center de l'université de la ville de New York (City University of New York, CUNY, avant de devenir en 2008 professeur titulaire de la chaire  Salo Wittmayer Baron Professor of Jewish history, culture and society à l'université Columbia depuis 2008.

## Ouvrages
- (en) The Pursuit of Heresy :Rabbi Moses Hagiz and the Sabbatian Controversies . Columbia University Press, 1990; 1994  (ISBN 0-231-07191-4)
- (en)  History and Memory: Jewish Perspectives. (co-éditeur). Brandeis/University Press of New England, 1998.
- (en) Divided Souls: Converts from Judaism in Germany, 1500-1750. Yale University Press, 2001  (ISBN 0-300-08410-2), Finaliste pour le 2001-02 National Jewish Book Award
- (en) Palaces of Time:  Jewish Calendar and Culture in Early Modern Europe. Belknap Press, 2011  (ISBN 0674052544)

### Articles
- (en) "Redemption and Persecution in the Eyes of R. Moses Hayim Luzzatto and his Circle", Proceedings of the American Academy for Jewish Research, 54(1987), 1-29.
- (en) "Sabbatianism and the Jewish-Christian Polemic", Proceedingsof the Tenth World Congress of Jewish Studies, Division C, vol. II: Jewish Thought and Literature (Jerusalem, 1990): 1-7.
- (en) "Rabbinic Circles on Messianic Pathways in the Post- Expulsion Era", Judaism: A Quarterly Journal, Special Symposium issue on the impact of the Spanish Expulsion, 41 (1992), pp. 208–216.
- (en) "Two Amens that Delayed the Redemption: Jewish Messianism and Popular Spirituality in the Post-Sabbatian Century", Jewish Quarterly Review, 82 (1992): 241-261.
- (en) "Converts and their Narratives in Early Modern Germany", Leo Baeck Institute Yearbook, 1995
- (en) "Introduction to The Letters of Bella Perlhefter"  Early Modern Workshop: Jewish History Resources. Wesleyan University Press, vol. 1, Early Modern Jeweries, 2004